# Past & Furious
 (août 2025).
Si vous disposez d'ouvrages ou d'articles de référence ou si vous connaissez des sites web de qualité traitant du thème abordé ici, merci de compléter l'article en donnant les références utiles à sa vérifiabilité et en les liant à la section « Notes et références ».
Past & Furious est un épisode de la série télévisée d'animation Les Simpson. Il s'agit du quatorzième épisode de la trente-sixième saison et du 782e de la série.

## Synopsis
Lisa se désespère du paysage stérile de Springfield et se retrouve transportée en 1923. Elle découvre que les mini-caribous, autrefois une espèce clé, ont été poussés à l'extinction en 1925, entraînant l'effondrement environnemental de la ville. Lisa fait équipe avec un jeune Monty Burns pour protéger les caribous et rétablir l'équilibre de l'écosystème, mais ses actions contribuent malgré elle à façonner Burns en un futur magnat impitoyable.

## Réception
Lors de sa première diffusion, l'épisode a attiré ?million de téléspectateurs.